# Doratura veneta
Doratura veneta är en insektsart som beskrevs av Dlabola 1959. Doratura veneta ingår i släktet Doratura och familjen dvärgstritar. Inga underarter finns listade i Catalogue of Life.